# OMEGA Light Heavyweight Championship
El Campeonato de Pesos Ligeros de OMEGA fue un campeonato de lucha libre profesional. Fue un campeonato secundario dentro de dicha marca, en OMEGA, una marca que formaba parte del circuito independiente. El título fue introducido en 1997 y desactivado en 1999.

## Lista de campeones
| Luchador:      | Reinado N°: | Derrotó a:                     | Fecha:                 | Lugar:                         |
| -------------- | ----------- | ------------------------------ | ---------------------- | ------------------------------ |
| Kid Dynamo     | 1           | N/A                            | 5 de diciembre de 1997 | Southern Pines, North Carolina |
| Joey Matthews  | 1           | Kid Dynamo                     | 1 de mayo de 1998      | Sanford, North Carolina        |
| Kid Dynamo     | 2           | Joey Matthews                  | 31 de julio de 1998    | Southern Pines, North Carolina |
| Christian York | 1           | Kid Dynamo                     | 5 de diciembre de 1998 | Durham, North Carolina         |
| Joey Matthews  | 2           | Christian York                 | 29 de enero de 1999    | Wendell, North Carolina        |
| Desactivado    | N/A         | Debido al cierre de la empresa | octubre de 1999        | N/A                            |

## Mayor cantidad de reinados
- 2 veces: Kid Dynamo y Joey Matthews.

## Datos interesantes
- Reinado más largo: Joey Matthews, entre 245 y 275 días.
- Reinado más corto: Christian York, 55 días.
- Campeón más pesado: Christian York, 98 kg (216 lb).
- Campeón más liviano: Joey Matthews, 85 kg (187 lb).